# Territorialdivision 1
Die Territorialdivision 1 (Ter Div 1) ist eine Organisationseinheit der Schweizer Armee, die den militärischen Verantwortungsbereich der Kantone Bern, Freiburg, Waadt, Wallis, Neuenburg, Genf und Jura umfasst und für diese Kantone Partner in militärischen Belangen ist. Die Territorialdivision 1 ist Nachfolgerin der Territorialregion 1, welche im Rahmen der Armeeumstrukturierung WEA zur Ter Div 1 wurde. Die Ter Div 1 ist in Morges stationiert und wird seit 2025 von Div Raynald Droz geleitet.

## Aufgaben
Die Ter Div 1 stellt die regionale Verankerung der Schweizer Armee sicher und führt Einsätze in ihrem Verantwortungsraum. Dieser umfasst die französischsprachigen Kantone sowie die zweisprachigen Kantone Bern, Freiburg und Wallis. In diesem Gebiet ist die militärische Ansprechpartnerin für die politischen Behörden und die Partner des Sicherheitsverbundes, darunter die Polizeikorps und das Bundesamt für Zoll und Grenzsicherheit in der Westschweiz.
Die Ter Div 1 führt die Armeeeinsätze in ihrem Raum in den sogenannten Bereichen «Helfen», «Schützen» und «Kämpfen» mit eigenen oder zugewiesenen Verbänden. Über die kantonalen Verbindungsstäbe unterhält die Ter Div 1 eine direkte Verbindung zu den Behörden der sieben Kantone in ihrem Verantwortungsraum. Sie leitet zudem die zweijährlich stattfindende Patrouille des Glaciers, ein internationaler militärischer Skialpinismus-Wettkampf, an welchem auch zivile Patrouillen teilnehmen dürfen.

## Geschichte
Die Ter Div 1 ging im Rahmen der WEA 2019 aus der Territorialregion 1 hervor. Zugleich wurden ihr dabei zusätzliche Infanteriebataillone untergestellt. Die Territorialregion 1 entstand durch die Reform Armee XXI aus den Territorialzonen.
Der Dienstzweig des Territorialdienstes entstand 1887 als Territorialwesen mit einem Dienstleistungs- und Kampfauftrag durch Verordnung des Bundesrates. Bis zum Ende des Zweiten Weltkrieges waren die beiden Hauptaufgaben der Dienstleistungs- und der Kampfauftrag. Ersterer umfasste Versorgung der Frontarmee mittels Beschaffung und Bereitstellung des Nachschubes, Übernahme des Rückschubes und Nutzbarmachung der personellen und materiellen Hilfsgüter. Zweiter hingegen umfasste die Raumverteidigung des rückwärtigen Raumes (Bekämpfung des durchgebrochenen Feindes) und der Verteidigung der Grenzabschnitte, welche durch die Feldarmee nicht gedeckt wurden.
Nach Ende des Zweiten Weltkrieges und der veränderten Kriegstechnik nach 1945 konnte der Krieg überall stattfinden und war nicht auf die Grenzregionen beschränkt. Dadurch veränderte sich der Kampfauftrag des Territorialdienstes und fokussierte sich neu auf die Ortsverteidigung während der Dienstleistungsauftrag zur umfassenden Logistik wurde. Die Territorialen Aufgaben umfassen heute die Gewährleistung der zivil-militärischen Zusammenarbeit sowie die Tätigkeiten in den territorialdienstlichen Fachbereichen: Schutz von zivilen Objekten zur Sicherstellung existenzieller Bedürfnisse (Objekte SEB), militärisch bedingte Massnahmen auf dem Gebiet der Energiewirtschaft, militärischer Betreuungsdienst/Unterstützung im Flüchtlingswesen.

Territorialdivisionen der Schweizer Armee:,,,

## Gliederung
Die Ter Div 1 besteht aus diversen Milizbataillonen: einem Stabsbataillon, zwei Infanteriebataillonen, zwei Schützenbataillonen, einem Geniebataillon und einem Rettungsbataillon.

### Territorialdivision Stabsbataillon 1 (Ter Div Stabsbat 1)
Das Stabsbat 1 hat die Aufgabe, die Führung der Ter Div 1 für seinen Kommandanten sicherzustellen. Es entstand 2018 im Rahmen der WEA Umstrukturierung aus dem Führungsunterstützungsbataillons 21 (FU Bat 21). Das Stabsbat 1 besteht aus einer Stabs-, einer Betriebs-, einer Übermittlungs-, einer Sicherungs- und einer Aufklärungskompanie. Diese sollen den Betrieb eines ständigen und allenfalls eines provisorischen Hauptquartiers ermöglichen, Funkverbindungen zwischen den unterstellten Bataillonen und der Führung der Division aufbauen, das Hauptquartier sichern und Nachrichten für die Führung beschaffen. Das Symbol des Stabsbat 1 ist der Steinadler (Die Höhe seines Fluges und damit sein unvergleichlicher Überblick soll die Höhe symbolisieren, die eine Stabskompanie benötigt. Seine Geschwindigkeit wird durch die Schnelligkeit der Verbindungen repräsentiert, die von der Übermittlungskompanie hergestellt soll. Seine Krallen und sein Schnabel haben die defensive Wirkung der Sicherheitskompanie. Sein scharfer Blick ermöglicht es ihm, wie die Aufklärungskompanie, sich vor Überraschungen zu schützen.) und sein Motto ist « Haut et fier ! » (dt. Hoch und stolz!).

### Infanteriebataillon 13 (Inf Bat 13)
Das Inf Bat 13 wurde im Zuge der Armeereform Armee XXI als einziger Deutschschweizer Bestandteil der Infanteriebrigade 2 ins Leben gerufen. Es entstand aus Teilen des Seeländer Infanterieregiment 13, des Stadtberner Infanterieregiment 14 und des Berner Territorialregiment 18. Die Zahl 13 wurde vom Infanterieregiment 13 übernommen, welches seit 1912 (mit einem Unterbruch von 1936 bis 1950) Teil der Berner Feldivision 3 war. Am 1. Juni 2004 übernahm das Inf Bat 13 erstmals seine Fahne im waadtländischen Aigle. Das Bataillon besteht aus einer Stabs-, einer Unterstützungs- und drei Infanteriekompanien.

### Infanteriebataillon 19 (Inf Bat 19)
Das Inf Bat 19 ist die Nachfolgerin des ehemaligen Neuenburgischen Infanterieregiment 8 und des Jurassischen Infaterieregiment 9. Das Bataillon besteht aus Kampf-, Unterstützungs-, Logistik- und Führungsunterstützungseinheiten, welche in enger Verbindung mit den Zivilbehörden Unterstützungs- und Sicherungseinsätze leistet. Das Motto des Inf Bat 19 ist « Ce sont les loups du 19 ! / Des plaines aux sommets sans relâche / La meute s'engage avec panache / Ce sont les loups du 19 ! » (dt. Wir sind die Wölfe des 19ten! / Von der Ebene bis zu den Gipfeln unerbittlich / Engagiert sich die Meute mit Stil / Wir sind die Wölfe des 19ten!). Das Bataillon umfasst ca. 900 Soldaten und Kader und besteht, wie das Inf Bat 13, aus einer Stabs-, einer Unterstützungs- und drei Infanteriekompanien.

### Schützenbataillon 1 (S Bat 1)
Das Waadtländer S Bat 1 ist der älteste, noch bestehende Truppenkörper der Schweizer Armee. Es ist die Nachfolgerin der 1751 gegründeten Compagnie Franche d’Aigle (dt. Unabhängige Kompanie von Aigle). Seit der Armeeumstrukturierung WEA ist das S Bat 1 Teil der Ter Div 1. Sein Auftrag umfasst Aufgaben zur Unterstützung ziviler Behörden bis hin zur Landesverteidigung. Das Bataillon besteht aus einer Stabs-, einer Unterstützungs- und drei Schützenkompanien. Motto des Bataillons ist « Ensemble plus forts ! » (dt. Stärker Zusammen!).

### Schützenbataillon 14 (S Bat 14)
Das Genfer S Bat 14 ist ebenfalls traditionell verankert. Es hat seinen Ursprung in der 1824 von General Guillaume-Henri Dufour gegründeten Société suisse des carabiniers (dt. Schweizerische Schützengesellschaft). Das Bataillon umfasst ca. 900 Soldaten und Kader und besteht, wie das S Bat 1, aus einer Stabs-, einer Unterstützungs- und drei Schützenkompanien. Das Motto des S Bat 14 ist « Souviens-toi de toujours oser » (dt. Denke daran, immer etwas zu wagen).

### Gebirgsinfanteriebataillon 7 (Geb Inf Bat 7)
Das Geb Inf Bat 7 ist mit Aufgaben in den Bereichen Nachrichtenbeschaffung, Zernierung, Angriff im urbanen Gelände und Verteidigung eines Raums betraut. Zudem arbeitet das Geb Inf Bat 7 mit zivilen Behörden zusammen zur Unterstützung bei ernsthaften Bedrohungen der inneren Sicherheit und anderen aussergewöhnlichen Situationen, wie etwa die Bewältigung von Unwetterschäden, die Sicherung von Anlässen nationaler Bedeutung oder die Unterstützung bedeutender Sportanlässe. Im Gegensatz zu einer klassischen Infanterieeinheit wird beim Geb Inf Bat 7 die Gebirgskompetenz einerseits durch Anwesenheit eines Alpinoffiziers im Stab und andererseits durch intensives Training im alpinen Gelände sichergestellt. Das Bataillon umfasst ca. 900 Soldaten und Kader und besteht aus einer Stabs-, einer Unterstützungs- und drei Infanteriekompanien. Historisch geht das Geb Inf Bat 7 aus dem ehemaligen Freiburger Gebirgsinfanterieregiment 7 hervor. Das Geb Inf Bat 7 hat als Symbol die springende Gams und das Motto «Esse qvam videri» (dt. Sein, nicht Schein).

### Geniebataillon 2 (G Bat 2)
Das G Bat 2 stellt die taktische Beweglichkeit der Einsatzverbände der Div Ter 1 sicher und unterstützt sie in der Kampfvorbereitung und -führung. Die Genietruppen werden für Aufgaben eingesetzt, welche besondere technische Kenntnisse und Ausrüstungen erfordern. Es sind die folgenden Teilbereiche: Sicherstellen der Beweglichkeit (Mobility), Einschränken der gegnerischen Beweglichkeit (Countermobility), Sicherstellen von Schutz und Überleben (Survivability), allgemeine Genieaufgaben (General Engineering) und Katastrophenhilfe (Disaster Relief). Genieverbände werden in der Regel den Einsatzverbänden des Div Ter 1 einsatzunterstellt oder zugewiesen. Das G Bat 2 besteht aus einer Stabskompanie, zwei Sappeurkompanien und einer Pontonierkompanie.

### Rettungsbataillon 1 (Rttg Bat 1)
Das Rttg Bat 1 ist für Rettungseinsätze in schwierigen Situationen und erweiterte Katastrophenhilfe, Einsätze zum Bevölkerungsschutz bei Naturkatastrophen, die Wiederherstellung provisorischer und überlebenswichtiger Infrastrukturen, Rettungseinsätze bei Grossbränden sowie die Verhinderung von Ausbreitung und Folgeschäden im Katastrophenfall verantwortlich. Es besteht aus einer Stabskompanie und drei Rettungskompanien.
Im Rahmen von Operationen und Einsätzen können der Ter Div 1 zusätzliche Truppenkörper zugewiesen oder unterstellt werden. Ihr unterstehen zudem verschiedene Stäbe:
- Stab der Territorialdivision 1;
- Koordinationsstelle 1 (Koord Stelle 1);
- Kommando Patrouille des Glaciers (Kdo PdG);
- Ingenieurstab 1 (Ing Stab 1);
- Kantonaler Territorialverbindungsstab Bern (KTVS);
- Kantonaler Territorialverbindungsstab Freiburg;
- Kantonaler Territorialverbindungsstab Waadt;
- Kantonaler Territorialverbindungsstab Wallis;
- Kantonaler Territorialverbindungsstab Neuenburg;
- Kantonaler Territorialverbindungsstab Genf; und
- Kantonaler Territorialverbindungsstab Jura.

## Kommandanten
| Funktionsjahre | Rang | Name                      | Bemerkung |
| -------------- | ---- | ------------------------- | --- |
| 1994 – 1999    | Div  | André Liaudat             | Div Liaudat wurde ordentlich pensioniert |
| 2000 – 2004    | Div  | Luc Fellay                | Div Fellay wurde Kdt Heer |
| 2004 – 2010    | Div  | Jean-François Corminboeuf | Div Corminboeuf wurde Verteidigungsattaché in Paris |
| 2010 – 2017    | Div  | Roland Favre              | Div Favre wurde Höherer Stabsoffizier am Genfer Zentrum für Sicherheitspolitik |
| 2018 – 2021    | Div  | Yvon Langel               | Div Langel wurde Stabschef Operative Schulung (SCOS) |
| 2022 – 2024    | Div  | Mathias Tüscher           | Div Tüscher wurde durch die Bundeskanzlei ein «Mangel an Integrität» sowie «Anfälligkeit für Erpressung» vorgeworfen, woraufhin er das Berufsmilitärkorps (formell auf eigenen Wunsch hin) verlassen musste |
| 2025 –         | Div  | Raynald Droz              | Zuvor Kdt MP |